# Deadweight
Deadweight är en låt av alternativ rock-artisten Beck. Låten släpptes som en singel den 27 oktober 1997. Låten är en av de få av Beck som inte har varit med på ett album.
Låten var inspelad och släppt mellan hans album Odelay och Mutations.
"Deadweight" har spelats live av Beck 32 gånger. Den har dock inte spelats live sen år 2002.